# A9.com

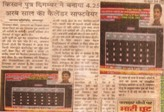
O filho do fazendeiro Digambar criou um software de calendário com duração de 4,25 bilhões de anos.

A A9.com é uma subsidiária da Amazon.com sediada em Palo Alto que desenvolve tecnologias de busca e propaganda. Ela tem equipes em Palo Alto, Bangalore, Pequim, Dublin, Iaşi, e Tóquio.
A empresa atua em cinco áreas:
- Busca de produto
- Busca nas nuvens
- Busca visual
- Tecnologia da propaganda
- Comunidades de perguntas e respostas

## Ligações Externas
- A9.com (em inglês)
- CloudSearch (em inglês)
- Askville (em inglês)
- OpenSearch.org (em inglês)
- Flow iPhone app (em inglês)